# Néstor Isasi
Néstor Daniel Isasi Guillén (n. Guairá, Paraguay, 9 de abril de 1970) es un futbolista paraguayo. Jugaba de defensa y militó en diversos clubes de Paraguay (entre ellos los poderosos Cerro Porteño y Olimpia - con este último equipo, ganó la Copa Libertadores 2002-), Brasil, Chile y Perú. Fue seleccionado paraguayo en 16 oportunidades y marcó un gol. Disputó con su selección, la Copa América 2001 realizada en Colombia.

## Clubes
| Club                 | País     | Año         |
| -------------------- | -------- | ----------- |
| Sport Colombia       | Paraguay | 1990 - 1992 |
| Nueva Estrella       | Paraguay | 1992 - 1993 |
| Deportivo Sipesa     | Perú     | 1994        |
| Guaraní              | Paraguay | 1994 - 1997 |
| Sao Paulo            | Brasil   | 1997 - 1998 |
| America (MG)         | Brasil   | 1998        |
| Guaraní              | Paraguay | 1999 - 2001 |
| Olimpia              | Paraguay | 2001 - 2003 |
| Cerro Porteño        | Paraguay | 2004        |
| Nacional             | Paraguay | 2005        |
| Olimpia              | Paraguay | 2006 - 2007 |
| Deportes Antofagasta | Chile    | 2008        |
| Alianza Lima         | Perú     | 2009        |